# クリストファー・レナーツ
クリストファー・レナーツ（英語: Christopher Joseph Lennertz, 1972年1月2日 - ）は、映画音楽、テレビドラマ、ビデオゲームの作曲家である。 『スーパーナチュラル』や『メダル・オブ・オナー』シリーズが有名。
ペンシルベニア州で生まれ、南カリフォルニア大学にてエルマー・バーンスタインに作曲を学んだ。大学卒業後、ベイジル・ポールドゥリスとマイケル・ケイメンの元で働いた。
レナーツは2008年アメリカ合衆国大統領選挙ではバラク・オバマを強烈に支持していたらしく、対立するジョン・マケインの選挙CMで彼が作曲した『メダル・オブ・オナー ヨーロッパ強襲』のメイン・テーマが使用されてかなり不快だったようである。
また、『メダル・オブ・オナー ライジングサン』のテーマ曲が日本のテレビ番組『ザ!鉄腕!DASH!!』のオープニングに使用されたこともある。

## ディスコグラフィー

### 映画
- エイリアンターミネーター Alien Terminator (1995年)
- Soul Plane (2004)
- ドクタードリトル3 Dr. Dolittle 3 (2006)
- Sharkbait (2006)
- Tortilla Heaven (2007)
- The Perfect Holiday (2007)
- アルビン/歌うシマリス3兄弟 Alvin and the Chipmunks (2007)
- The Comebacks (2007)
- ほぼ300 Meet the Spartans (2008)
- ディザスター・ムービー!おバカは地球を救う Disaster Movie (2008)
- 恋する宇宙 Adam (2009)
- 最高の人生の選び方 The Open Road (2009)
- ザ・ホード -死霊の大群- La Horde (2010)
- サーフィン ドッグ Marmaduke (2010)
- キャッツ&ドッグス 地球最大の肉球大戦争 Cats & Dogs: The Revenge of Kitty Galore (2010)
- ほぼトワイライト Vampires Suck (2010)
- イースターラビットのキャンディ工場 Hop (2011)
- 泥棒は幸せのはじまり Identity Thief (2013)
- ベガス流 ヴァージンロードへの道 Think Like a Man Too (2014)
- ブラザー・ミッション -ライド・アロング2- Ride Along 2 (2016)
- メリッサ・マッカーシー in ザ・ボス 世界で一番お金が好き! The Boss (2016)
- バッド・ママ Bad Moms (2016)
- バッド・ママのクリスマス A Bad Moms Christmas (2017)
- アクリモニー: 辛辣な復讐 Tyler Perry's Acrimony (2018)
- パペット大騒査線 追憶の紫影 The Happytime Murders (2018)
- アグリードール UglyDolls (2019)
- シャフト Shaft (2019)
- ジェクシー! スマホを変えただけなのに Jexi (2019)
- トムとジェリー Tom and Jerry (2021)
- バーブ&スター ヴィスタ・デル・マールへ行く Barb and Star Go to Vista Del Mar (2021)

### テレビ番組
- Brimstone (1999)
- The Strip (2000)
- スーパーナチュラル Supernatural (2005-)
- レボリューション Revolution (2012-)

### ビデオゲーム
- メダル・オブ・オナー ライジングサン Medal of Honor: Rising Sun (2003)
- メダル・オブ・オナー パシフィックアサルト Medal of Honor: Pacific Assault (2004)
- メダル・オブ・オナー ヨーロッパ強襲 Medal of Honor: European Assault (2005)
- 007ロシアより愛をこめて From Russia with Love (2005)
- Gun (2005)
- ザ・シンプソンズ・ゲーム The Simpsons Game (2007)
- ウォーホーク Warhawk (2007)
- 007 慰めの報酬 Quantum of Solace (2008)
- ザ･ゴッドファーザー2 The Godfather II (2009)